# Yve-Alain Bois
Yve-Alain Bois (Constantine, Argélia, 16 de Abril, 1952) é um crítico, historiador e filósofo da arte. Doutor pela Escola de Altos Estudos em Ciências Sociais (Paris), sob a orientação de Roland Barthes (1977), foi  professor da cadeira Joseph Pulitzer de Arte Moderna e coordenador do Departamento de História da Arte da Universidade Harvard, até junho de 2005.
Foi curador de várias mostras muito importantes, destacando-se  L’informe (ou Formless), que organizou com Rosalind Krauss no Centro Georges Pompidou, entre 21 de maio e 26 de agosto de 1996.
É autor de Formless, Painting as Model, Matisse e Picasso, entre vários outros.
É co-editor da mais importante publicação acadêmica sobre arte, a October.
Atualmente Yve-Alain Bois é professor da School of Historical Studies do Institute for Advanced Study, em Princeton, entidade que promove a pesquisa e financia grandes pensadores sem que seja necessário qualquer tipo de atividade docente ou mesmo burocrática. Já trabalharam no Instituto figuras como Einstein, Panofsky, Gödel, entre outros pensadores de renome.

## Artigos em inglês
- Yve-Alain Bois, "Whose Formalism?" Art Bulletin, Mar. 1996 European Graduate School
- "Whose Formalism?" alternate version, findarticles.com
- Review of Tony Smith retrospective at the Museum of Modern Art, New York, Artforum, Nov. 1998
- Review of "Supports/Surfaces" exhibition at the Galerie Nationale du Jeu de Paume, Artforum, Dec. 1998
- Bois and Linda Nochlin discuss the Matisse and Picasso exhibition, Artforum, Feb. 1999
- Review of Barnett Newman retrospective, Philadelphia Museum of Art, Artforum, Mar. 2002
- "Back to the Future," review of eight books on Malevich, in Bookforum winter 2003
- "The Mourning After," panel discussion on painting, Artforum, Mar. 2003
- On Fred Sandback, Artforum, Oct. 2003
- Letter to the New York Times protesting the tone of the Jacques Derrida obituary written by "a Jonathan Kandell," Oct. 10, 2004
- Comment by Bois on discussion of Art Since 1900 reviews, Iconoduel May 8, 2005
- "Tough Love," on Hubert Damisch, in Oxford Art Journal vol. 28, no. 2 (2005)